# Список навчальних закладів Мелітополя
Навчальні заклади Мелітополя включають 3 вищих навчальних заклади, кілька філій іногородніх вишів, 10 середніх спеціальних навчальних закладів, 26 загальноосвітніх навчальних закладів, 26 дошкільних навчальних закладів та ряд навчальних закладів додаткової освіти.

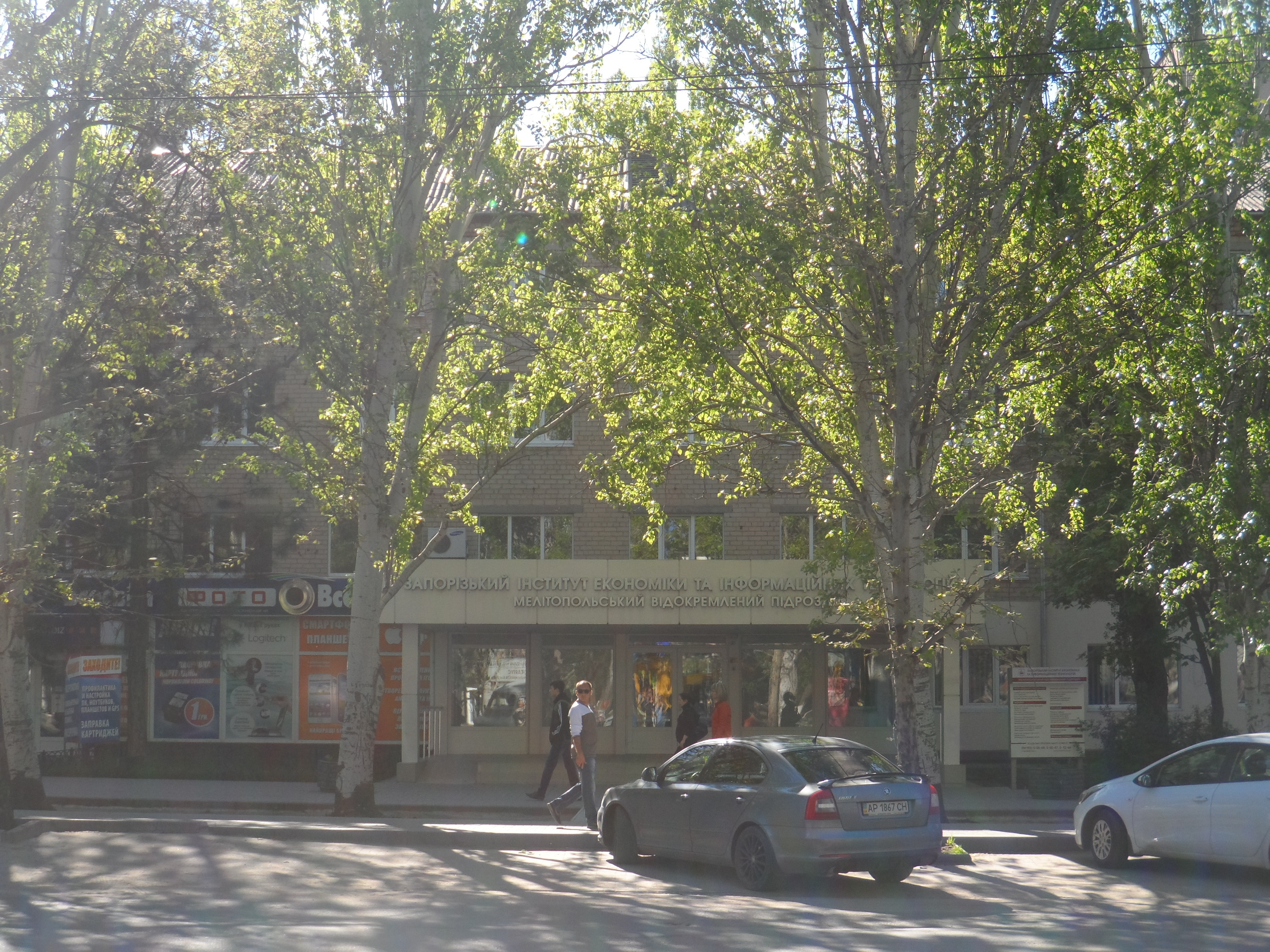
Запорізький інститут економіки та інформаційних технологій

## Виші III—IV рівня акредитації
У Мелітополі діють 3 вищих навчальних заклади III—IV рівня акредитації:
- Мелітопольський державний педагогічний університет імені Богдана Хмельницького[2]
- Мелітопольський інститут екології та соціальних технологій «Україна»
- Таврійський державний агротехнологічний університет

Крім того, низка вишів інших міст мають у Мелітополі факультети та філії.

## Виші I—II рівня акредитації
За українською номенклатурою вищими навчальними закладами I—II рівня акредитації вважаються технікуми, коледжі, училища, які дають випускникам диплом бакалавра або молодшого спеціаліста (в російській і радянській номенклатурі це відповідає середньої професійної освіти). Навчальними закладами такого типу в Мелітополі є:
| Назва                                                          | Рік  | Адреса                       | Ур. акр. | Директор                     | Сайт  |
| -------------------------------------------------------------- | ---- | ---------------------------- | -------- | ---------------------------- | ----- |
| Технікум гідромеліорації й механізації сільського господарства | 1931 | просп. Б. Хмельницького, 44  | II       | Побігун Михайло Дмитрович    |       |
| Промислово-економічний технікум                                | 1954 | просп. 50 років Перемоги, 19 | I        |                              |       |
| Медичний коледж                                                | 1930 | вул. Героїв України, 184     | I        | Настасяк Іван Романович      | [ 5 ] |
| Училище культури                                               | 1930 | просп. Б. Хмельницького, 41  | I        | Грицаненко Віктор Васильович | [ 6 ] |

## Професійно-технічна освіта
Професійно-технічна освіта включає професійні училища й професійні ліцеї. У Мелітополі діють такі професійно-технічні навчальні заклади:
| Назва                                         | Рік  | Адреса                     | Директор                  | Сайт   |
| --------------------------------------------- | ---- | -------------------------- | ------------------------- | ------ |
| Вище професійне училище                       | 1984 | вул. Гагаріна, 6           |                           | [ 7 ]  |
| Будівельний центр професійно-технічної освіти |      | бул. 30 років Перемоги, 28 |                           |        |
| Професійний ліцей                             | 1930 | ул. Лютнева, 194           |                           | [ 8 ]  |
| Професійний ліцей залізничного транспорту     | 1902 | вул. Чайковського, 53      | Потєряєв Іван Леонідович  | [ 9 ]  |
| Торгово-професійний ліцей                     | 1966 | вул. Інтеркультурная, 83   |                           | [ 10 ] |
| Аграрний ліцей                                | 1944 | вул. О. Невського, 83      | Сердюк Михайло Михайлович | [ 11 ] |

## Загальна освіта
Основна стаття: Список шкіл Мелітополя

## Додаткова освіта
| Назва                               | Адреса                    | Телефон            |
| ----------------------------------- | ------------------------- | ------------------ |
| Дитяча школа мистецтв               | б-р 30 років Перемоги, 7а | 5-26-89, 5-47-91   |
| Детяча музична школа № 1            | вул. Гетьманська, 135     | 42-05-95, 42-13-78 |
| Детяча художня школа                | вул. Героїв України, 53   | 6-57-29            |
| ДЮСШ № 1                            | вул. Героїв України, 42   | 42-02-46           |
| ДЮСШ № 3                            | вул. Ломоносова, 199      | 5-70-20            |
| Района ДЮСШ                         | вул. М. Грушевського, 10  | 6-98-73            |
| Мала академія наук                  | вул. І. Богуна, 46        | 43-12-72           |
| Палац дитячої та юнацької творчості |                           |                    |
| Еколого-натуралістичний центр       | вул. І. Стамболі, 17      | 6-81-14            |
| Центр дитячого та юнацького туризму | вул. І. Стамболі, 17      | 6-89-66            |
| Станція юних техників               |                           |                    |

## Дошкільна освіта
На початку 1990-х років в Мелітополі працювало 56 дитячих садків. Спад народжуваності привів до того, що 30 дитячих садків були перепрофільовані, що тепер викликає великі черги в 26 дитячих садків, що залищилися. Нижче наведена інформація про дитячі садки Мелітополя:
| № ДНЗ                     | Прізвище, ім'я по батькові                                   | Адреса                                               | Телефон  |
| ------------------------- | ------------------------------------------------------------ | ---------------------------------------------------- | -------- |
| ДНЗ № 1 «8 Березня»       | Зав. Усова Галина Іванівна                                   | 72311, м. Мелітополь, пр. Б.Хмельницького, 49        | 43-03-66 |
| ДНЗ № 1 «8 Березня»       | Мет. Слащова Олена Миколаївна                                | 72311, м. Мелітополь, пр. Б.Хмельницького, 49        | 43-03-66 |
| ДНЗ № 2 «Казка»           | Зав. Закаблукова Лариса Павлівна                             | 72313, м. Мелітополь вул. Г.Сталінграда, 129         | 5-00-39  |
| ДНЗ № 2 «Казка»           | Мет. Горюнова Тетяна Валеріївна                              | 72313, м. Мелітополь вул. Г.Сталінграда, 129         | 5-00-39  |
| ДНЗ № 5 «Перлинка»        | Зав. Матюха Валентина Валентинівна                           | 72316, м. Мелітополь, вул. Будівельна, 73            | 41-91-37 |
| ДНЗ № 5 «Перлинка»        | Мет. Прицейнік Габріела Станіславівна                        | 72316, м. Мелітополь, вул. Будівельна, 73            | 41-91-37 |
| ДНЗ № 6 “Дзвіночок”       | Зав. Нестеренко Ніна Павлівна                                | 72319, м.Мелітополь, вул. Бейбулатова, 20            | 42-20-49 |
| ДНЗ № 8 “ Зірочка”        | Зав. Світлична Людмила Семенівна                             | 72307, Мелітополь-7                                  | 41-53-48 |
| ДНЗ № 8 “ Зірочка”        | Мет. Егорова Інна Олександрівна                              | 72307, Мелітополь-7                                  | 41-53-48 |
| ДНЗ № 9 « Лелеченя»       | Зав. Дума Ольга Миколаївна                                   | 72318, м. Мелітополь, б-р 30 років Перемоги, 16-а    | 5-40-78  |
| ДНЗ № 9 « Лелеченя»       | Мет. Акулова Любов Вікторівна                                | 72318, м. Мелітополь, б-р 30 років Перемоги, 16-а    | 5-40-78  |
| ДНЗ № 14 “Теремок”        | Зав. Аносова Марія Сергіївна Мет. Оніщенко Анжела Вікторівна | 72319, м.Мелітополь, вул. Ярослава Мудрого, 10-а     | 42-23-53 |
| ДНЗ № 17 “Дюймовочка”     | Зав. Густо димова Вікторія Валеріївна                        | 72311, м.Мелітополь, вул. Шмідта, 3                  | 43-03-86 |
| ДНЗ № 20 « Зайчик»        | Зав. Канковська Валентина Анатоліївна                        | 72311, м. Мелітополь, просп. Б. Хмельницького, 62    | 43-33-78 |
| ДНЗ № 20 « Зайчик»        | Мет. Герасимович Тетяна Леонідівна                           | 72311, м. Мелітополь, просп. Б. Хмельницького, 62    | 43-33-78 |
| ДНЗ № 21 “Вербонька”      | Зав. Бідненко Інна Михайлівна                                | 72313, м. Мелітополь, вул. Ломоносова, 153-а         | 5-11-74  |
| ДНЗ № 21 “Вербонька”      | Мет. Бухтиярова Оксана Юріївна                               | 72313, м. Мелітополь, вул. Ломоносова, 153-а         | 5-11-74  |
| ДНЗ № 24 “Ластівка”       | Зав. Дзюбенко Ніна Леонідівна                                | 72319, м.Мелітополь, вул. Робоча, 59                 | 42-12-49 |
| ДНЗ № 24 “Ластівка”       | Мет. Шевченко Ольга Анатоліївна                              | 72319, м.Мелітополь, вул. Робоча, 59                 | 42-12-49 |
| ДНЗ № 26 “Дзвіночок”      | Зав. Коновалова Олена Леонтіївна                             | 72319, м. Мелітополь, пров. Сєдовцев, 4              | 43-60-52 |
| ДНЗ № 26 “Дзвіночок”      | Мет. Кривенко Світлана Володимирівна                         | 72319, м. Мелітополь, пров. Сєдовцев, 4              | 43-60-52 |
| ДНЗ № 29 “Золотий півник” | Зав. Фостікова Надія Василівна                               | 72313, м.Мелітополь, вул. Олеся Гончара,111          | 6-57-73  |
| ДНЗ № 29 “Золотий півник” | Мет. Сізова Алла Вікторівна                                  | 72313, м.Мелітополь, вул. Олеся Гончара,111          | 6-57-73  |
| ДНЗ № 30 “Світлячок”      | Зав. Скалозуб Світлана Миколаївна                            | 72319, м.Мелітополь, вул. П. Дорошенка, 92           | 43-63-31 |
| ДНЗ № 30 “Світлячок”      | Мет. Глушак Тамара Станіславівна                             | 72319, м.Мелітополь, вул. П. Дорошенка, 92           | 43-63-31 |
| ДНЗ № 36 “Берізка”        | Зав. Амосова Лілія Іванівна                                  | 72312, м.Мелітополь, вул. Гетьманська, 73-б          | 6-93-09  |
| ДНЗ № 36 “Берізка”        | Мет. Боговіс Олена Олександрівна                             | 72312, м.Мелітополь, вул. Гетьманська, 73-б          | 6-93-09  |
| ДНЗ № 38 “Попелюшка”      | Зав. Пуліна Людмила Юхимівна                                 | 72318, м.Мелітополь, бульвар 30 років Перемоги, 20-а | 5-46-95  |
| ДНЗ № 38 “Попелюшка”      | Мет. Столбова Тамара Євгенівна                               | 72318, м.Мелітополь, бульвар 30 років Перемоги, 20-а | 5-46-95  |
| ДНЗ № 39 “Чебурашка”      | Зав. Савіна Людмила Віталіївна                               | 72316, м.Мелітополь, вул. Інтеркультурна, 400        | 7-14-07  |
| ДНЗ № 39 “Чебурашка”      | Мет. Івахно Людмила Дмитрівна                                | 72316, м.Мелітополь, вул. Інтеркультурна, 400        | 7-14-07  |
| ДНЗ № 40 “Калинонька”     | Зав. Маленко Валентина Василівна                             | 72313, м.Мелітополь, вул. Гризодубової, 53           | 5-41-19  |
| ДНЗ № 40 “Калинонька”     | Мет. Єльчищева Катерина Віталіївна                           | 72313, м.Мелітополь, вул. Гризодубової, 53           | 5-41-19  |
| ДНЗ № 41”Барвіок”         | Зав. Домущей Олександра Михайлівна                           | 72313, м. Мелітополь, вул. Гоголя 136-а              | 5-46-87  |
| ДНЗ № 41”Барвіок”         | Мет. Чаус Раїса Андріївна                                    | 72313, м. Мелітополь, вул. Гоголя 136-а              | 5-46-87  |
| ДНЗ № 43 “Сонечко”        | Зав. Зеленквська Олена Юріївна                               | 72301, м.Мелітополь, вул. Олеся Гончара, 45          | 6-53-29  |
| ДНЗ № 43 “Сонечко”        | Мет. Гришаєва Ірина Олександрівна                            | 72301, м.Мелітополь, вул. Олеся Гончара, 45          | 6-53-29  |
| ДНЗ № 44 “Веселка”        | Зав. Обуховська Наталія Григорівна                           | 72318, м.Мелітополь, вул. Брів-ла-Гайард, 17         | 5-46-56  |
| ДНЗ № 44 “Веселка”        | Мет. Корнєва Марина Сергіївна                                | 72318, м.Мелітополь, вул. Брів-ла-Гайард, 17         | 5-46-56  |
| ДНЗ № 47 “Берізка”        | Зав. Чалухіді Людмила Михайлівна                             | 72312, м.Мелітополь, вул. Інтеркультурна, 139-а      | 6-88-45  |
| ДНЗ № 47 “Берізка”        | Мет. Крижко Лідія Михайлівна                                 | 72312, м.Мелітополь, вул. Інтеркультурна, 139-а      | 6-88-45  |
| ДНЗ № 48 “Ведмедик”       | Зав. Гарміш Прасковія Степанівна                             | 72311, м.Мелітополь, вул. Дружби,187                 | 43-90-97 |
| ДНЗ № 48 “Ведмедик”       | Мет. Матвієнко Валентина Іванівна                            | 72311, м.Мелітополь, вул. Дружби,187                 | 43-90-97 |
| ДНЗ № 49 “Горобинка”      | Зав. Катане Наталія Анатоліївна                              | 72314, м.Мелітополь, вул.Бєлякова, 105-а             | 43-03-12 |
| ДНЗ № 49 “Горобинка”      | Мет. Хоружа Олена Анатоліївна                                | 72314, м.Мелітополь, вул.Бєлякова, 105-а             | 43-03-12 |
| ДНЗ № 78 “Вогник”         | Зав. Степанова Тетяна Степанівна                             | 72304, м.Мелітополь, Привокзальна площа, 1           | 7-84-55  |
| ДНЗ № 99 “Зірочка”        | Зав. Гайчук Ірина Миколаївна Мет. Чуксіна Ріта Іванівна      | 72313, м.Мелітополь, вул. Гризодубової, 37-а         | 7-73-15  |